# Willow patterns
Willow patterns is een muziekalbum van Dave Cartwright. In dit geval kan de omschrijving album letterlijk geïnterpreteerd worden; het bevat een verzameling liedjes, die Cartwright in de loop der jaren heeft geschreven en opgenomen, maar toen nooit heeft uitgebracht. Willow patterns staat voor treurwilgmotief en geeft een indicatie dat de muziek en teksten een beetje somber zijn. De muziek is eenvoudig van opzet, Cartwright begeleidt zichzelf op gitaar, toetsinstrumenten en elektronisch slagwerk. Het gaat Cartwright daarbij om zijn verhaal, niet om virtuositeit op de muziekinstrumenten.  
Willow patterns is een begrip uit de bewerking van aardewerk, dat eerst in China plaatsvond (Chinees aardewerk) en later als behandeling werd overgenomen door de Engelsen zelf. Het werd toen ook toegepast in borduurwerk.  

## Musici
- Dave Cartwright-alle muziekinstrumenten

## Muziek
| Nr. | Titel                     | Duur |
| --- | ------------------------- | ---- |
| 1.  | Isle Ornsay               |      |
| 2.  | Dark-haired girl          |      |
| 3.  | The last unicorn          |      |
| 4.  | Song of the dove          |      |
| 5.  | Under English skies       |      |
| 6.  | Big boy now               |      |
| 7.  | Willow pattern            |      |
| 8.  | Living on dreams          |      |
| 9.  | Quicksand                 |      |
| 10. | Arlecchina                |      |
| 11. | Boston moon               |      |
| 12. | Thief of love             |      |
| 13. | Wonderful life            |      |
| 14. | Nothing left to say       |      |
| 15. | To put you in the picture |      |
| 16. | Faraway land              |      |

Geheel in zijn traditie is het nummer Boston moon; het gaat om de Ieren, die naar de Verenigde Staten waren getrokken, maar niet deelden in de Amerikaanse droom; de beschreven personages uit Cork, Dublin en Donegal belandden laveloos op straat.